# Coupe du monde d'escrime 2007-2008
Navigation
Édition précédente Édition suivante
La coupe du monde d'escrime 2007-2008 est la 37e édition de la coupe du monde d'escrime, compétition d'escrime organisée annuellement par la Fédération internationale d'escrime.

## Calendrier

### Messieurs
| Légende | Abrégé | Catégorie            |
|         | ChM    | Championnat du monde |
|         | ChZ    | Championnat de zone  |
|         | GP     | Grand Prix           |
|         | CoM    | Coupe du monde       |
|         | Sat.   | Tournoi satellite    |

## Circuit principal
| Date       | Nom et lieu du tournoi                           | Cat. | Arme    | Type | Vainqueur                                                 | Finaliste                                                                        | Troisièmes                                                                      |
| ---------- | ------------------------------------------------ | ---- | ------- | ---- | --------------------------------------------------------- | -------------------------------------------------------------------------------- | ------------------------------------------------------------------------------- |
| 05/01/2008 | Coupe de Copenhague, Copenhague                  | CoM  | Fleuret | Ind. | Youri Moltchan                                            | Valerio Aspromonte                                                               | Richard Kruse Erwann Le Péchoux                                                 |
| 12/01/2008 | Coupe du monde, Kish                             | CoM  | Épée    | Ind. | Jörg Fiedler                                              | Yin Lianchi                                                                      | Michael Kauter Wang Lei                                                         |
| 12/01/2008 | Coupe du monde, Kish                             | CoM  | Sabre   | Ind. | Zsolt Nemcsik                                             | Rareș Dumitrescu                                                                 | Tamás Decsi Jorge Pina                                                          |
| 18/01/2008 | Grand Prix du Qatar, Doha                        | GP   | Épée    | Ind. | Radosław Zawrotniak                                       | Paolo Milanoli                                                                   | Michael Kauter András Redli                                                     |
| 18/01/2008 | Grand Prix du Qatar, Doha                        | GP   | Épée    | Éq.  | France                                                    | Hongrie                                                                          | Italie                                                                          |
| 19/01/2008 | Coupe du monde, Istanbul                         | CoM  | Sabre   | Ind. | Aldo Montano                                              | Diego Occhiuzzi                                                                  | Balázs Lontay Áron Szilágyi                                                     |
| 25/01/2008 | Coupe du Cheikh Fahed al-Ahmed al-Soubah, Koweït | GP   | Épée    | Ind. | Silvio Fernández                                          | Jung Jin-sun                                                                     | Gábor Boczkó Bas Verwijlen                                                      |
| 25/01/2008 | Coupe du Cheikh Fahed al-Ahmed al-Soubah, Koweït | GP   | Épée    | Éq.  | Hongrie                                                   | Allemagne                                                                        | Italie                                                                          |
| 25/01/2008 | Challenge international de Paris, Paris          | GP   | Fleuret | Ind. | Andrea Baldini                                            | Salvatore Sanzo                                                                  | Choi Byung-chul Erwann Le Péchoux                                               |
| 25/01/2008 | Challenge international de Paris, Paris          | GP   | Fleuret | Éq.  | Pologne                                                   | Japon                                                                            | Italie                                                                          |
| 01/02/2008 | Trophée Carroccio, Legnano                       | GP   | Épée    | Ind. | Diego Confalonieri                                        | Jérôme Jeannet                                                                   | Sergueï Kotchetkov Ulrich Robeiri                                               |
| 01/02/2008 | Trophée Carroccio, Legnano                       | GP   | Épée    | Éq.  | Italie                                                    | Ukraine                                                                          | Pologne                                                                         |
| 01/02/2008 | Coupe Akropolis, Athènes                         | GP   | Sabre   | Ind. | Nicolas Limbach                                           | Nicolas Lopez                                                                    | Zsolt Nemcsik Wang Jingzhi                                                      |
| 01/02/2008 | Coupe Akropolis, Athènes                         | GP   | Sabre   | Éq.  | France                                                    | Hongrie                                                                          | Biélorussie                                                                     |
| 02/02/2008 | Ville de La Corogne, La Corogne                  | CoM  | Fleuret | Ind. | Choi Byung-chul                                           | Terence Joubert                                                                  | Andrea Baldini Salvatore Sanzo                                                  |
| 09/02/2008 | Coupe Gerevich-Kovács-Karpati Budapest           | GP   | Sabre   | Ind. | Zsolt Nemcsik                                             | Keeth Smart                                                                      | Mihai Covaliu Rareș Dumitrescu                                                  |
| 09/02/2008 | Coupe Gerevich-Kovács-Karpati Budapest           | GP   | Sabre   | Éq.  | Corée du Sud                                              | Chine                                                                            | Biélorussie                                                                     |
| 09/02/2008 | Ville de Lisbonne, Lisbonne                      | CoM  | Épée    | Ind. | Jörg Fiedler                                              | Shogo Nishida                                                                    | Jiří Beran Marcel Fischer                                                       |
| 15/02/2008 | Ville de Venise, Venise                          | CoM  | Épée    | Ind. | Benjamin Kleibrink                                        | Andrea Cassarà                                                                   | Renal Ganeyev Grégory Koenig                                                    |
| 16/02/2008 | Glaive de Tallinn, Tallinn                       | CoM  | Épée    | Ind. | Matteo Tagliariol                                         | Alfredo Rota                                                                     | Michael Kauter Paolo Milanoli                                                   |
| 16/02/2008 | Sabre de Moscou, Moscou                          | CoM  | Épée    | Ind. | Stanislav Pozdniakov                                      | Nikolay Kovalev                                                                  | Pavel Bykov Aleksey Yakimenko                                                   |
| 29/02/2008 | Glaive d'Asparoukh, Plovdiv                      | GP   | Sabre   | Ind. | Luigi Tarantino                                           | Jorge Pina                                                                       | Nicolas Limbach Won Woo-young                                                   |
| 29/02/2008 | Glaive d'Asparoukh, Plovdiv                      | GP   | Sabre   | Éq.  | France                                                    | Italie                                                                           | Biélorussie                                                                     |
| 01/03/2008 | Grand Prix de Berne, Berne                       | CoM  | Épée    | Ind. | Matteo Tagliariol                                         | José Luis Abajo                                                                  | Jung Jin-sun Wang Lei                                                           |
| 01/03/2008 | Lion de Bonn, Bonn                               | CoM  | Fleuret | Ind. | Erwann Le Péchoux                                         | Benjamin Kleibrink                                                               | Roland Schlosser Zhu Jun                                                        |
| 07/03/2008 | Challenge Bernadotte, Stockholm                  | GP   | Épée    | Ind. | Pavel Kolobkov                                            | Silvio Fernández                                                                 | Dmytro Tchoumak Benjamin Steffen                                                |
| 07/03/2008 | Challenge Bernadotte, Stockholm                  | GP   | Épée    | Éq.  | Pologne                                                   | Russie                                                                           | Hongrie                                                                         |
| 07/03/2008 | Fleuret de Saint-Pétersbourg, Saint-Pétersbourg  | GP   | Fleuret | Ind. | Peter Joppich                                             | Salvatore Sanzo                                                                  | Andrea Baldini Zhang Liangliang                                                 |
| 07/03/2008 | Fleuret de Saint-Pétersbourg, Saint-Pétersbourg  | GP   | Fleuret | Éq.  | Italie                                                    | Russie                                                                           | France                                                                          |
| 14/03/2008 | Coupe du monde, Tunis                            | CoM  | Sabre   | Ind. | Nicolas Limbach                                           | Boris Sanson                                                                     | Diego Occhiuzzi Julien Pillet                                                   |
| 15/03/2008 | Ville d'Espinho, Espinho                         | CoM  | Fleuret | Ind. | Radosław Glonek                                           | Simone Vanni                                                                     | Alessio Foconi Artem Sedov                                                      |
| 22/03/2008 | Grand Prix, Alger                                | GP   | Sabre   | Ind. | Luigi Tarantino                                           | Jaime Martí                                                                      | Dmitri Lapkes Zhong Man                                                         |
| 22/03/2008 | Grand Prix, Alger                                | GP   | Sabre   | Éq.  | Biélorussie                                               | Italie                                                                           | Hongrie                                                                         |
| 28/03/2008 | Coupe d'Heidenheim, Heidenheim an der Brenz      | CoM  | Épée    | Ind. | Géza Imre                                                 | Francesco Martinelli                                                             | Weston Kelsey Maksym Khvorost                                                   |
| 18/04/2008 | Championnats du monde, Pékin                     | ChM  | Fleuret | Éq.  | Italie                                                    | Allemagne                                                                        | Pologne                                                                         |
| 24/04/2008 | Championnats d'Asie, Bangkok                     | ChZ  | Épée    | Ind. | Kim Won-jin                                               | Elmir Alimzhanov                                                                 | Li Guojie Mohammad Rezaei Tadi                                                  |
| 24/04/2008 | Championnats d'Asie, Bangkok                     | ChZ  | Épée    | Éq.  | Corée du Sud                                              | Kazakhstan                                                                       | Chine                                                                           |
| 24/04/2008 | Championnats d'Asie, Bangkok                     | ChZ  | Fleuret | Ind. | Yūki Ōta                                                  | Zhu Jun                                                                          | Lei Sheng Zhang Liangliang                                                      |
| 24/04/2008 | Championnats d'Asie, Bangkok                     | ChZ  | Fleuret | Éq.  | Chine                                                     | Japon                                                                            | Corée du Sud                                                                    |
| 24/04/2008 | Championnats d'Asie, Bangkok                     | ChZ  | Sabre   | Ind. | Zhong Man                                                 | Zhou Hanming                                                                     | Wiradech Kothny Oh Eun-seok                                                     |
| 24/04/2008 | Championnats d'Asie, Bangkok                     | ChZ  | Sabre   | Éq.  | Chine                                                     | Corée du Sud                                                                     | Iran                                                                            |
| 26/04/2008 | Championnats d'Afrique, Casablanca               | ChZ  | Épée    | Ind. | Ahmed El Saghir                                           | Ahmed Nabil                                                                      | Ayman Alaa El Din Fayez Mohamed Ayoub Ferjani                                   |
| 26/04/2008 | Championnats d'Afrique, Casablanca               | ChZ  | Épée    | Éq.  | Égypte                                                    | Tunisie                                                                          | Sénégal                                                                         |
| 26/04/2008 | Championnats d'Afrique, Casablanca               | ChZ  | Fleuret | Ind. | Alaaeldin Abouelkassem                                    | Karim Kamoun                                                                     | Xavier Ali Tamer Mohamed Tahoun                                                 |
| 26/04/2008 | Championnats d'Afrique, Casablanca               | ChZ  | Fleuret | Éq.  | Égypte                                                    | Tunisie                                                                          | Maroc                                                                           |
| 26/04/2008 | Championnats d'Afrique, Casablanca               | ChZ  | Sabre   | Ind. | Mamadou Keïta                                             | Mahmoud Samir                                                                    | Gamal Fathi Mohamed Rebaï                                                       |
| 26/04/2008 | Championnats d'Afrique, Casablanca               | ChZ  | Sabre   | Éq.  | Tunisie                                                   | Égypte                                                                           | Sénégal                                                                         |
| 02/05/2008 | Grand Prix, Shanghai                             | GP   | Fleuret | Ind. | Andrea Cassarà                                            | Erwann Le Péchoux                                                                | Andrea Baldini Peter Joppich                                                    |
| 02/05/2008 | Grand Prix, Shanghai                             | GP   | Fleuret | Éq.  | Chine                                                     | Pologne                                                                          | Russie                                                                          |
| 03/05/2008 | Coupe du monde, Bangkok                          | CoM  | Épée    | Ind. | Tamás Decsi                                               | Oh Eun-seok                                                                      | Zsolt Nemcsik Jason Rogers                                                      |
| 10/05/2008 | Challenge Monal, Paris                           | CoM  | Épée    | Ind. | Fabrice Jeannet                                           | Jean-Michel Lucenay                                                              | José Luis Abajo Krisztián Kulcsár                                               |
| 10/05/2008 | Coupe du Prince Takamado, Tokyo                  | CoM  | Fleuret | Ind. | Andrea Cassarà                                            | Choi Byung-chul                                                                  | Andrea Baldini Park Hee-kyung                                                   |
| 17/05/2008 | Trophée SK, Jeju-si                              | CoM  | Fleuret | Ind. | Zhu Jun                                                   | Huang Liangcai                                                                   | Choi Byung-chul Lei Sheng                                                       |
| 17/05/2008 | Sabre de Wołodyjowski, Varsovie                  | CoM  | Sabre   | Ind. | Zhong Man                                                 | Aleksey Yakimenko                                                                | Nicolas Limbach Zsolt Nemcsik                                                   |
| 23/05/2008 | Ville de Madrid, Madrid                          | GP   | Sabre   | Ind. | Rareş Dumitrescu                                          | Jaime Martí                                                                      | Tamás Decsi Nikolay Kovalev                                                     |
| 23/05/2008 | Ville de Madrid, Madrid                          | GP   | Sabre   | Éq.  | Russie                                                    | Italie                                                                           | Hongrie                                                                         |
| 29/05/2008 | Épée internationale, Montréal                    | CoM  | Fleuret | Ind. | Erwann Le Péchoux                                         | Michał Majewski                                                                  | Andrea Cassarà Terence Joubert                                                  |
| 30/05/2008 | Épée internationale, Montréal                    | GP   | Épée    | Ind. | Matteo Tagliariol                                         | Weston Kelsey                                                                    | Silvio Fernández Jung Jin-sun                                                   |
| 30/05/2008 | Épée internationale, Montréal                    | GP   | Épée    | Éq.  | Hongrie                                                   | Italie                                                                           | Canada                                                                          |
| 30/05/2008 | Trophée Luxardo, Padoue                          | CoM  | Sabre   | Ind. | Tamás Decsi                                               | Valery Pryiemka                                                                  | Rareș Dumitrescu Luigi Tarantino                                                |
| 06/06/2008 | Coupe du monde, Caguas                           | CoM  | Épée    | Ind. | Jung Jin-sun                                              | Maksym Khvorost                                                                  | Géza Imre Bohdan Nikishyn                                                       |
| 08/06/2008 | Grand Prix, La Havane                            | GP   | Fleuret | Ind. | Peter Joppich                                             | Andrea Baldini                                                                   | Lei Sheng Simone Vanni                                                          |
| 08/06/2008 | Grand Prix, La Havane                            | GP   | Fleuret | Éq.  | Italie                                                    | Allemagne                                                                        | Chine                                                                           |
| 13/06/2008 | Coupe du monde, Estado Guárico                   | CoM  | Fleuret | Ind. | Javier Menéndez                                           | Carlos Eduardo Rodríguez                                                         | Marco Autuori Gerek Meinhardt                                                   |
| 13/06/2008 | Coupe du monde, Estado Guárico                   | CoM  | Sabre   | Ind. | Luigi Tarantino                                           | Keeth Smart                                                                      | Diego Occhiuzzi Abraham Rodríguez                                               |
| 14/06/2008 | Coupe du monde, Cali                             | CoM  | Épée    | Ind. | Bas Verwijlen                                             | Kim Won-jin (escrime)                                                            | Jung Jin-sun Francisco Limardo                                                  |
| 21/06/2008 | Grand Prix, Las Vegas                            | GP   | Sabre   | Ind. | Aldo Montano                                              | Luigi Tarantino                                                                  | Nicolas Limbach Áron Szilágyi                                                   |
| 21/06/2008 | Grand Prix, Las Vegas                            | GP   | Sabre   | Éq.  | Roumanie                                                  | Russie                                                                           | France                                                                          |
| 21/06/2008 | Jockey Club Argentino, Buenos Aires              | CoM  | Épée    | Ind. | Michael Kauter                                            | Anton Avdeev                                                                     | Paris Inostroza Cody Mattern                                                    |
| 04/07/2008 | Championnats d'Europe, Kiev                      | ChZ  | Épée    | Ind. | Géza Imre                                                 | Martin Schmitt                                                                   | Michael Kauter Jean-Michel Lucenay                                              |
| 04/07/2008 | Championnats d'Europe, Kiev                      | ChZ  | Épée    | Éq.  | France                                                    | Hongrie                                                                          | Italie                                                                          |
| 04/07/2008 | Championnats d'Europe, Kiev                      | ChZ  | Fleuret | Ind. | Andrea Cassarà                                            | Laurence Halsted                                                                 | Andriy Pohrebniak Roland Schlosser                                              |
| 04/07/2008 | Championnats d'Europe, Kiev                      | ChZ  | Fleuret | Éq.  | Italie                                                    | Pologne                                                                          | Russie                                                                          |
| 04/07/2008 | Championnats d'Europe, Kiev                      | ChZ  | Sabre   | Ind. | Aliaksandr Buikevich                                      | Aleksey Yakimenko                                                                | Mihai Covaliu Nicolas Limbach                                                   |
| 04/07/2008 | Championnats d'Europe, Kiev                      | ChZ  | Sabre   | Éq.  | Russie                                                    | France                                                                           | Biélorussie                                                                     |
| 08/07/2008 | Championnats panaméricains, Queretaro            | ChZ  | Épée    | Ind. | Weston Kelsey                                             | Rubén Limardo                                                                    | Cody Mattern Igor Tikhomirov                                                    |
| 08/07/2008 | Championnats panaméricains, Queretaro            | ChZ  | Épée    | Éq.  | Canada                                                    | Venezuela                                                                        | États-Unis                                                                      |
| 08/07/2008 | Championnats panaméricains, Queretaro            | ChZ  | Fleuret | Ind. | Kurt Getz                                                 | Gerek Meinhardt                                                                  | Felipe Guillermo Saucedo Marek Wojcik                                           |
| 08/07/2008 | Championnats panaméricains, Queretaro            | ChZ  | Fleuret | Éq.  | États-Unis                                                | Canada                                                                           | Mexique                                                                         |
| 08/07/2008 | Championnats panaméricains, Queretaro            | ChZ  | Sabre   | Ind. | Keeth Smart                                               | Timothy Morehouse                                                                | Philippe Beaudry James Williams                                                 |
| 08/07/2008 | Championnats panaméricains, Queretaro            | ChZ  | Sabre   | Éq.  | États-Unis                                                | Canada                                                                           | Venezuela                                                                       |
| 10/08/2008 | Jeux olympiques, Pékin                           | JO   | Épée    | Ind. | Matteo Tagliariol                                         | Fabrice Jeannet                                                                  | José Luis Abajo                                                                 |
| 10/08/2008 | Jeux olympiques, Pékin                           | JO   | Épée    | Éq.  | France- Fabrice Jeannet - Jérôme Jeannet - Ulrich Robeiri | Pologne- Robert Andrzejuk - Tomasz Motyka - Adam Wiercioch - Radosław Zawrotniak | Italie- Stefano Carozzo - Diego Confalonieri - Alfredo Rota - Matteo Tagliariol |
| 10/08/2008 | Jeux olympiques, Pékin                           | JO   | Fleuret | Ind. | Benjamin Kleibrink                                        | Yūki Ōta                                                                         | Salvatore Sanzo                                                                 |
| 10/08/2008 | Jeux olympiques, Pékin                           | JO   | Sabre   | Ind. | Zhong Man                                                 | Nicolas Lopez                                                                    | Mihai Covaliu                                                                   |
| 10/08/2008 | Jeux olympiques, Pékin                           | JO   | Sabre   | Éq.  | France- Nicolas Lopez - Julien Pillet - Boris Sanson      | États-Unis- Timothy Morehouse - Jason Rogers - Keeth Smart - James Williams      | Italie- Aldo Montano - Diego Occhiuzzi - Giampiero Pastore - Luigi Tarantino    |

### Dames
| Légende | Abrégé | Catégorie            |
|         | ChM    | Championnat du monde |
|         | ChZ    | Championnat de zone  |
|         | GP     | Grand Prix           |
|         | CoM    | Coupe du monde       |
|         | Sat.   | Tournoi satellite    |

## Circuit principal
| Date       | Nom et lieu du tournoi                                       | Cat. | Arme    | Type | Vainqueur                                                                       | Finaliste                                              | Troisièmes                                                                              |
| ---------- | ------------------------------------------------------------ | ---- | ------- | ---- | ------------------------------------------------------------------------------- | ------------------------------------------------------ | --------------------------------------------------------------------------------------- |
| 18/01/2008 | Coupe Westend, Budapest                                      | GP   | Épée    | Ind. | Emese Szász                                                                     | Ana Maria Brânză                                       | Imke Duplitzer Laura Flessel-Colovic                                                    |
| 18/01/2008 | Coupe Westend, Budapest                                      | GP   | Épée    | Éq.  | Allemagne                                                                       | Italie                                                 | Roumanie                                                                                |
| 26/01/2008 | Prague d'Or, Prague                                          | CoM  | Épée    | Ind. | Emese Szász                                                                     | Laura Flessel-Colovic                                  | Cao Yulian Cristiana Cascioli                                                           |
| 02/02/2008 | Souvenir J. Nowara, Luxembourg                               | CoM  | Épée    | Ind. | Hajnalka Kiraly-Picot                                                           | Yana Shemyakina                                        | Ana Maria Brânză Imke Duplitzer                                                         |
| 02/02/2008 | Coupe d'Angleterre, Londres                                  | CoM  | Sabre   | Ind. | Rebecca Ward                                                                    | Mariel Zagunis                                         | Cécile Argiolas Olha Kharlan                                                            |
| 08/02/2008 | Tournoi international, Rome                                  | GP   | Épée    | Ind. | Britta Heidemann                                                                | Sherraine Schalm                                       | Imke Duplitzer Zhang Li                                                                 |
| 08/02/2008 | Tournoi international, Rome                                  | GP   | Épée    | Éq.  | Chine                                                                           | France                                                 | Allemagne                                                                               |
| 08/02/2008 | Trophée BNP Paribas, Orléans                                 | GP   | Sabre   | Ind. | Rebecca Ward                                                                    | Sada Jacobson                                          | Ilaria Bianco Tan Xue                                                                   |
| 08/02/2008 | Trophée BNP Paribas, Orléans                                 | GP   | Sabre   | Éq.  | États-Unis                                                                      | Russie                                                 | France                                                                                  |
| 09/02/2008 | Coupe de l'étoile, Belgrade                                  | CoM  | Fleuret | Ind. | Aida Shanaeva                                                                   | Katja Wächter                                          | Aida Mohamed Nam Hyun-hee                                                               |
| 16/02/2008 | Ville de Barcelone, Barcelone                                | CoM  | Épée    | Ind. | Zhong Weiping                                                                   | Emese Szász                                            | Ana Maria Brânză Li Na                                                                  |
| 16/02/2008 | Coupe du monde, Salzbourg                                    | CoM  | Fleuret | Ind. | Valentina Vezzali                                                               | Claudia Pigliapoco                                     | Maria Bartkowski Margherita Granbassi                                                   |
| 16/02/2008 | Sabre de Moscou, Moscou                                      | CoM  | Sabre   | Ind. | Ekaterina Diatchenko                                                            | Kim Keum-hwa                                           | Olha Kharlan Sofia Velikaïa                                                             |
| 22/02/2008 | Challenge international de Saint-Maur, Saint-Maur-des-Fossés | GP   | Épée    | Ind. | Ildikó Mincza-Nébald                                                            | Hajnalka Kiraly-Picot                                  | Yana Shemyakina Zhang Li                                                                |
| 22/02/2008 | Challenge international de Saint-Maur, Saint-Maur-des-Fossés | GP   | Épée    | Éq.  | Chine                                                                           | Ukraine                                                | Hongrie                                                                                 |
| 23/02/2008 | Coupe du monde, Leipzig                                      | CoM  | Fleuret | Ind. | Zhang Lei                                                                       | Larisa Korobeynikova                                   | Indra Angar-Gaud Lim Seung-min                                                          |
| 23/02/2008 | Coupe du monde, Budapest                                     | CoM  | Sabre   | Ind. | Aleksandra Socha                                                                | Dagmara Wozniak                                        | Sada Jacobson Elena Netchaeva                                                           |
| 29/02/2008 | Coupe de la Cour d'Artus, Gdańsk                             | GP   | Fleuret | Ind. | Valentina Vezzali                                                               | Corinne Maitrejean                                     | Delila Hatuel Yōko Makishita                                                            |
| 29/02/2008 | Coupe de la Cour d'Artus, Gdańsk                             | GP   | Fleuret | Éq.  | Russie                                                                          | Allemagne                                              | Hongrie                                                                                 |
| 01/03/2008 | Coupe du monde, Madrid                                       | CoM  | Sabre   | Ind. | Rebecca Ward                                                                    | Cécile Argiolas                                        | Jung Eun-hee Mariel Zagunis                                                             |
| 05/03/2008 | Fleuret de Saint-Pétersbourg, Saint-Pétersbourg              | GP   | Fleuret | Ind. | Giovanna Trillini                                                               | Evgenia Lamonova                                       | Benedetta Durando Cristina Stahl                                                        |
| 05/03/2008 | Fleuret de Saint-Pétersbourg, Saint-Pétersbourg              | GP   | Fleuret | Éq.  | Russie                                                                          | France                                                 | Italie                                                                                  |
| //2008     | Épée de Saint-Pétersbourg, Saint-Pétersbourg                 | CoM  | Épée    | Ind. | Ana Maria Brânză                                                                | Maureen Nisima                                         | Laura Flessel-Colovic Magdalena Piekarska                                               |
| 14/03/2008 | Tournoi international, Lamezia Terme                         | CoM  | Sabre   | Ind. | Rebecca Ward                                                                    | Ekaterina Diatchenko                                   | Elena Netchaeva Léonore Perrus                                                          |
| 15/03/2008 | Coupe du monde, Florina                                      | CoM  | Épée    | Ind. | Ildikó Mincza-Nébald                                                            | Zhong Weiping                                          | Imke Duplitzer Yana Shemyakina                                                          |
| 15/03/2008 | Cope Eximbank, Budapest                                      | CoM  | Fleuret | Ind. | Aida Mohamed                                                                    | Gabriella Varga                                        | Valentina Vezzali Chieko Sugawara                                                       |
| 20/03/2008 | Grand Prix, Alger                                            | GP   | Sabre   | Ind. | Sada Jacobson                                                                   | Aleksandra Socha                                       | Olha Kharlan Léonore Perrus                                                             |
| 20/03/2008 | Grand Prix, Alger                                            | GP   | Sabre   | Éq.  | États-Unis                                                                      | Corée du Sud                                           | Russie                                                                                  |
| 22/03/2008 | Challenge Jeanty, Marseille                                  | CoM  | Fleuret | Ind. | Viktoria Nikichina                                                              | Adeline Wuillème                                       | Claudia Pigliapoco Giovanna Trillini                                                    |
| 18/04/2008 | Championnats du monde, Pékin                                 | ChM  | Épée    | Éq.  | France                                                                          | Chine                                                  | Allemagne                                                                               |
| 24/04/2008 | Championnats d'Asie, Bangkok                                 | ChZ  | Épée    | Ind. | Li Na                                                                           | Luo Xiaojuan                                           | Amber Parkinson Zhang Li                                                                |
| 24/04/2008 | Championnats d'Asie, Bangkok                                 | ChZ  | Épée    | Éq.  | Chine                                                                           | Japon                                                  | Hong Kong                                                                               |
| 24/04/2008 | Championnats d'Asie, Bangkok                                 | ChZ  | Fleuret | Ind. | Chieko Sugawara                                                                 | Sun Chao                                               | Su Wan Wen Huang Jialing                                                                |
| 24/04/2008 | Championnats d'Asie, Bangkok                                 | ChZ  | Fleuret | Éq.  | Chine                                                                           | Japon                                                  | Kazakhstan                                                                              |
| 24/04/2008 | Championnats d'Asie, Bangkok                                 | ChZ  | Sabre   | Ind. | Tan Xue                                                                         | Huang Haiyang                                          | Lee Shin-mi Madoka Hisagae                                                              |
| 24/04/2008 | Championnats d'Asie, Bangkok                                 | ChZ  | Sabre   | Éq.  | Chine                                                                           | Corée du Sud                                           | Japon                                                                                   |
| 26/04/2008 | Championnats d'Afrique, Casablanca                           | ChZ  | Épée    | Ind. | Mona Abdel Aziz                                                                 | Imène Ben Chaabane                                     | Binta Ndeye Diongue Sarra Besbes                                                        |
| 26/04/2008 | Championnats d'Afrique, Casablanca                           | ChZ  | Épée    | Éq.  | Tunisie                                                                         | Algérie                                                | Sénégal                                                                                 |
| 26/04/2008 | Championnats d'Afrique, Casablanca                           | ChZ  | Fleuret | Ind. | Inès Boubakri                                                                   | Shaimaa El Gammal                                      | Eman El Gammal Iman Shaban                                                              |
| 26/04/2008 | Championnats d'Afrique, Casablanca                           | ChZ  | Fleuret | Éq.  | Égypte                                                                          | Tunisie                                                | Algérie                                                                                 |
| 26/04/2008 | Championnats d'Afrique, Casablanca                           | ChZ  | Sabre   | Ind. | Azza Besbes                                                                     | Chaima Fathalli                                        | Adja Yacine Sarr Hela Besbes                                                            |
| 26/04/2008 | Championnats d'Afrique, Casablanca                           | ChZ  | Sabre   | Éq.  | Tunisie                                                                         | Sénégal                                                | Maroc                                                                                   |
| 03/05/2008 | Coupe du monde, Shanghai                                     | CoM  | Fleuret | Ind. | Valentina Vezzali                                                               | Margherita Granbassi                                   | Jung Gil-ok Nam Hyun-hee                                                                |
| 03/05/2008 | Coupe du monde, Klagenfurt                                   | CoM  | Sabre   | Ind. | Sada Jacobson                                                                   | Léonore Perrus                                         | Bogna Jóźwiak Carole Vergne                                                             |
| 09/05/2008 | Coupe du Prince Takamado, Tokyo                              | GP   | Fleuret | Ind. | Nam Hyun-hee                                                                    | Carolin Golubytskyi                                    | Valentina Cipriani Corinne Maitrejean                                                   |
| 09/05/2008 | Coupe du Prince Takamado, Tokyo                              | GP   | Fleuret | Éq.  | Italie                                                                          | Hongrie                                                | Russie                                                                                  |
| 10/05/2008 | Challenge Yves Brasseur, Gand                                | CoM  | Sabre   | Ind. | Anne-Lise Touya                                                                 | Ekaterina Diatchenko                                   | Orsolya Nagy Carole Vergne                                                              |
| 16/05/2008 | Tournoi international, Nankin                                | GP   | Épée    | Ind. | Britta Heidemann                                                                | Lyubov Shutova                                         | Evgenia Stroganova Zhong Weiping                                                        |
| 16/05/2008 | Tournoi international, Nankin                                | GP   | Épée    | Éq.  | Italie                                                                          | Russie                                                 | Roumanie                                                                                |
| 16/05/2008 | Trophée SK, Jeju-si                                          | GP   | Fleuret | Ind. | Giovanna Trillini                                                               | Adeline Wuillème                                       | Carolin Golubitskyi Valentina Vezzali                                                   |
| 16/05/2008 | Trophée SK, Jeju-si                                          | GP   | Fleuret | Éq.  | Pologne                                                                         | Russie                                                 | Hongrie                                                                                 |
| 30/05/2008 | Épée internationale, Montréal                                | GP   | Épée    | Ind. | Imke Duplitzer                                                                  | Tatiana Logounova                                      | Marijana Markovic Monika Sozanska                                                       |
| 30/05/2008 | Épée internationale, Montréal                                | GP   | Épée    | Éq.  | Pologne                                                                         | Russie                                                 | Chine                                                                                   |
| 30/05/2008 | Grand Prix, Tianjin                                          | GP   | Sabre   | Ind. | Bao Yingying                                                                    | Tan Xue                                                | Seira Nakayama Mariel Zagunis                                                           |
| 30/05/2008 | Grand Prix, Tianjin                                          | GP   | Sabre   | Éq.  | Chine                                                                           | Russie                                                 | États-Unis                                                                              |
| 31/05/2008 | Jockey Club Argentino, Buenos Aires                          | CoM  | Fleuret | Ind. | Giovanna Trillini                                                               | Ilaria Salvatori                                       | Carolin Golubytskyi Margherita Granbassi                                                |
| 07/06/2008 | Coupe du monde, La Havane                                    | CoM  | Épée    | Ind. | Sherraine Schalm                                                                | Ana Maria Brânză                                       | Imke Duplitzer Marijana Markovic                                                        |
| 11/06/2008 | Tournoi Nancy Uranga, La Havane                              | GP   | Fleuret | Ind. | Valentina Vezzali                                                               | Svetlana Boïko                                         | Carolin Golubytskyi Małgorzata Wojtkowiak                                               |
| 11/06/2008 | Tournoi Nancy Uranga, La Havane                              | GP   | Fleuret | Éq.  | Pologne                                                                         | Italie                                                 | Russie                                                                                  |
| 14/06/2008 | Coupe du monde, La Havane                                    | CoM  | Sabre   | Ind. | Sada Jacobson                                                                   | Mariel Zagunis                                         | Lee Shin-mi Gioia Marzocca                                                              |
| 19/06/2008 | Grand Prix, Las Vegas                                        | GP   | Sabre   | Ind. | Rebecca Ward                                                                    | Lee Shin-mi                                            | Léonore Perrus Tan Xue                                                                  |
| 19/06/2008 | Grand Prix, Las Vegas                                        | GP   | Sabre   | Éq.  | États-Unis                                                                      | France                                                 | Chine                                                                                   |
| 21/06/2008 | Coupe du monde, Las Vegas                                    | CoM  | Fleuret | Ind. | Valentina Vezzali                                                               | Valentina Cipriani                                     | Nam Hyun-hee Nzingha Prescod                                                            |
| 04/07/2008 | Championnats d'Europe, Kiev                                  | ChZ  | Épée    | Ind. | Adrienn Hormay                                                                  | Ana Maria Brânză                                       | Bianca Del Carretto Anna Sivkova                                                        |
| 04/07/2008 | Championnats d'Europe, Kiev                                  | ChZ  | Épée    | Éq.  | Roumanie                                                                        | Allemagne                                              | Italie                                                                                  |
| 04/07/2008 | Championnats d'Europe, Kiev                                  | ChZ  | Fleuret | Ind. | Adeline Wuillème                                                                | Margherita Granbassi                                   | Carolin Golubytskyi Malgorzata Wojtkowiak                                               |
| 04/07/2008 | Championnats d'Europe, Kiev                                  | ChZ  | Fleuret | Éq.  | Russie                                                                          | Hongrie                                                | France                                                                                  |
| 04/07/2008 | Championnats d'Europe, Kiev                                  | ChZ  | Sabre   | Ind. | Sofia Velikaïa                                                                  | Ilaria Bianco                                          | Reka Benko Ekaterina Fedorkina                                                          |
| 04/07/2008 | Championnats d'Europe, Kiev                                  | ChZ  | Sabre   | Éq.  | Pologne                                                                         | Ukraine                                                | France                                                                                  |
| 08/07/2008 | Championnats panaméricains, Queretaro                        | ChZ  | Épée    | Ind. | Sherraine Schalm                                                                | Jesika Jiménez Luna                                    | Lindsay Campbell Kelley Hurley                                                          |
| 08/07/2008 | Championnats panaméricains, Queretaro                        | ChZ  | Épée    | Éq.  | Venezuela                                                                       | Canada                                                 | Mexique                                                                                 |
| 08/07/2008 | Championnats panaméricains, Queretaro                        | ChZ  | Fleuret | Ind. | Emily Cross                                                                     | Mariana Gonzalez                                       | Doris Willette Annie-Claude Therrien                                                    |
| 08/07/2008 | Championnats panaméricains, Queretaro                        | ChZ  | Fleuret | Éq.  | États-Unis                                                                      | Canada                                                 | Mexique                                                                                 |
| 08/07/2008 | Championnats panaméricains, Queretaro                        | ChZ  | Sabre   | Ind. | Rebecca Ward                                                                    | Sada Jacobson                                          | Alejandra Benítez Mariel Zagunis                                                        |
| 08/07/2008 | Championnats panaméricains, Queretaro                        | ChZ  | Sabre   | Éq.  | États-Unis                                                                      | Venezuela                                              | Canada                                                                                  |
| 10/08/2008 | Jeux olympiques, Pékin                                       | JO   | Épée    | Ind. | Britta Heidemann                                                                | Ana Maria Brânză                                       | Ildikó Mincza-Nébald                                                                    |
| 10/08/2008 | Jeux olympiques, Pékin                                       | JO   | Épée    | Éq.  | Valentina Vezzali                                                               | Nam Hyun-hee                                           | Margherita Granbassi                                                                    |
| 10/08/2008 | Jeux olympiques, Pékin                                       | JO   | Fleuret | Ind. | Russie- Aida Shanayeva - Svetlana Boyko - Evgenia Lamonova - Viktoria Nikichina | États-Unis- Emily Cross - Hanna Thompson - Erinn Smart | Italie- Valentina Vezzali - Margherita Granbassi - Giovanna Trillini - Ilaria Salvatori |
| 10/08/2008 | Jeux olympiques, Pékin                                       | JO   | Sabre   | Ind. | Mariel Zagunis                                                                  | Sada Jacobson                                          | Rebecca Ward                                                                            |
| 10/08/2008 | Jeux olympiques, Pékin                                       | JO   | Sabre   | Éq.  | Ukraine- Olena Khomrova - Olha Kharlan - Olha Zhovnir                           | Chine- Tan Xue - Ni Hong - Bao Yingying                | États-Unis- Mariel Zagunis - Sada Jacobson - Rebecca Ward                               |

## Classements généraux

### Épée
| Rang | Nom                 | Points |
| ---- | ------------------- | ------ |
| 1    | Matteo Tagliariol   | 290    |
| 2    | jung Jin-sun        | 230    |
| 3    | Silvio Fernández    | 220    |
| 4    | Michael Kauter      | 192    |
| 5    | Radosław Zawrotniak | 192    |

| Rang | Nom          | Points |
| ---- | ------------ | ------ |
| 1    | France       | 345    |
| 2    | Hongrie      | 336    |
| 3    | Italie       | 316    |
| 4    | Pologne      | 308    |
| 5    | Corée du Sud | 241    |

| Rang | Nom              | Points |
| ---- | ---------------- | ------ |
| 1    | Ana Maria Brânză | 324    |
| 2    | Britta Heidemann | 286    |
| 3    | Imke Duplitzer   | 258    |
| 4    | Sherraine Schalm | 238    |
| 5    | Li na            | 212    |

| Rang | Nom       | Points |
| ---- | --------- | ------ |
| 1    | Chine     | 364    |
| 2    | France    | 306    |
| 3    | Allemagne | 300    |
| 4    | Italie    | 282    |
| 5    | Roumanie  | 274    |

### Fleuret
| Rang | Nom                | Points |
| ---- | ------------------ | ------ |
| 1    | Andrea Cassarà     | 354    |
| 2    | Erwann Le Péchoux  | 260    |
| 3    | Peter Joppich      | 260    |
| 4    | Benjamin Kleibrink | 256    |
| 5    | Andrea Baldini     | 236    |

| Rang | Nom     | Points |
| ---- | ------- | ------ |
| 1    | Italie  | 326    |
| 2    | Pologne | 322    |
| 3    | Chine   | 290    |
| 4    | Russie  | 280    |
| 5    | Japon   | 256    |

| Rang | Nom                  | Points |
| ---- | -------------------- | ------ |
| 1    | Valentina Vezzali    | 376    |
| 2    | Nam Hyun-hee         | 286    |
| 3    | Giovanna Trillini    | 266    |
| 4    | Carolin Golubytskyi  | 240    |
| 5    | Margherita Granbassi | 238    |

| Rang | Nom        | Points |
| ---- | ---------- | ------ |
| 1    | Russie     | 412    |
| 2    | Italie     | 304    |
| 3    | Hongrie    | 292    |
| 4    | Pologne    | 280    |
| 5    | États-Unis | 272    |

### Sabre
| Rang | Nom              | Points |
| ---- | ---------------- | ------ |
| 1    | Luigi Tarantino  | 330    |
| 2    | Zhong Man        | 284    |
| 3    | Nicolas Limbach  | 276    |
| 4    | Rareș Dumitrescu | 246    |
| 5    | Keeth Smart      | 244    |

| Rang | Nom         | Points |
| ---- | ----------- | ------ |
| 1    | France      | 384    |
| 2    | Russie      | 320    |
| 3    | Italie      | 294    |
| 4    | Biélorussie | 280    |
| 5    | États-Unis  | 273    |

| Rang | Nom            | Points |
| ---- | -------------- | ------ |
| 1    | Rebecca Ward   | 376    |
| 2    | Sada Jacobson  | 366    |
| 3    | Mariel Zagunis | 292    |
| 4    | Tan Xue        | 278    |
| 5    | Sofia Velikaïa | 232    |

| Rang | Nom        | Points |
| ---- | ---------- | ------ |
| 1    | États-Unis | 400    |
| 2    | Chine      | 334    |
| 3    | Ukraine    | 306    |
| 4    | France     | 284    |
| 5    | Russie     | 276    |